# Тарасов, Евлампий Алексеевич
Евлампий Алексеевич Тарасов (15 марта 1920, Никологоры, Ивановская Промышленная область — 4 февраля 2001, Москва) — советский партийный и государственный деятель.

## Биография
Родился 16 марта 1920 года в посёлке Никологоры Владимирской губернии, ныне Владимирской области.
Окончил Никологорскую среднюю школу в 1938 году. В этом же году поступил в МВТУ имени Баумана, а в летом 1941 года ушёл добровольцем на фронт в составе коммунистического батальона. Был тяжело ранен, из госпиталя выписался инвалидом I группы. Продолжил учёбу в вузе, который окончил сталинским стипендиатом и получил назначение на должность заместителя директора завода по производству мин на базе МВТУ. Дальнейшая судьба Евлампия Тарасова была связана с партийной деятельностью: он был избран первым секретарём Бауманского райкома комсомола города Москвы, затем стал заведующим отделом горкома ВЛКСМ Москвы.
В 1946 году центральный комитет комсомола направил его в Якутию, где по 1951 год он находился в должности первого секретаря обкома комсомола, был членом Якутского областного комитета ВКП(б). Занимался общественной деятельностью — был депутатом Верховного Совета Якутской АССР II и III созывов от Мархинского избирательного округа города Якутска. После окончания Высшей партийной школы Е. А. Тарасов был приглашен на работу инструктором в аппарат ЦК КПСС. В дальнейшем его трудовая деятельность была связана с Советом по делам религий при Совмине СССР, где он качестве члена Совета курировал вопросы, связанные с деятельностью протестантских конфессий страны.
Умер 4 февраля 2001 года в Москве, похоронен на Востряковском кладбище.

## Награды
Награждён орденами Ленина, двумя орденами Трудового Красного Знамени, Красной Звезды, Отечественной войны I степени и Знак Почёта, а также медалями, в числе которых «За оборону Москвы» и «За победу над Германией в Великой Отечественной войне 1941—1945 гг.».

### Семья
- Был женат на Валентине Александровне — начала учёбу также в МВТУ, но перевелась в Якутск, где окончила педагогический институт. Работала учителем математике в школе № 7 города Якутска.
- Его сестра — Софья Алексеевна Тарасова (Мочалова, 1922—2015) была замужем за Героем Советского Союза — Мочалов, Михаил Ильич.[5]